# 백자청화 칠보화훼문 사각병
백자청화 칠보화훼문 사각병(白磁靑畵 七寶花卉文 四角甁)은 서울특별시 서대문구, 이화여자대학교에 있는 조선시대의 백자이다. 2017년 4월 13일 서울특별시의 유형문화재 제402호로 지정되었다.

## 지정 사유
19세기 분원 관요에서 제작된 고급품으로 보존상태가 양호하고 유태의 품질은 물론 조형적으로 뛰어난 사각병이다. 일본 에도시대 유행한 송피릉(松皮菱) 화창과 화류문을 사용하고 있어 한일 도자양식 교류의 일면을 보여주는 중요한 예이다. 굽 바닥 중앙에는 "무신 경슈궁三"이라고 음각명을 통해 1848년 전후 경수궁(慶壽宮) 궁묘에서 사용된 의례용기로 추정할 수 있다. 따라서 서울시 유형문화재로 지정하여 보존할 가치가 있다.

## 조사보고서
조선 19세기 전반 분원가마에서 제작된 청화백자 사각병으로 특히, 문양 가운데 일본에서 유행한 송피릉(松皮菱)이 표현되어 있어 한일 도자양식 교류의 일면을 보여준다. 또한 굽 바닥면에 사용자가 새긴 "무신 경슈궁三"의 한글명이 음각(정각)되어 있어 제작시기와 사용처를 유추할 수 있다.
밝은 백색의 정선된 태토를 사용하였으며 표면에는 담청색이 도는 반투명유약을 고르게 입힌 다음 접지면 을 닦아내고 모래를 받쳐 구웠다. 유층 속에 미세한 기포가 있으나 투명도는 높은 편이며 유약의 용융상태가 좋아 표면에 빙열이 없고 광택이 은은하다.
세장한 사각형 몸체에 물레성형한 주구를 부착하여 만든 병으로 몸체는 판성형(板成形), 혹은 속파기 후 밑판을 붙여 성형한 것으로 추정된다. 특히 어깨부분은 모서리를 사선형으로 깎아내 조형적 완성도를 높혔다.
몸체 4면에는 매화·칠보문과 화훼·수류문을 번갈아가며 청화로 그려넣었는데 특히, 모든 면에는 일본에서 송피릉이라고 부르는 지그재그형의 화창을 구성하여 그 안에 칠보와 화훼를 표현하였다. 이러한 송피릉과 화류문은 에도시대에 유행했던 것으로 조선백자에 표현된 이 유물을 제외하고 알려진 바 없다.
이 병의 정방형 굽 바닥면 중앙에는 사용자가 새긴 "무신 경슈궁三"이라는 한글명이 음각(정각)되어있다. 경수궁(慶壽宮)은 정조의 후궁인 화빈 윤씨(和嬪 尹氏, 1765～1824)의 궁 호이며 사후에 그녀의 신위를 모신 사당 역시 경수궁이다. 따라서 무신년은 1788년, 또는 1848년으로 좁혀볼 수 있는데 유물의 양식을 통해보면 이중 19세기인 1848년을 가리키는 것으로 판단된다.
이 명문의 진위를 단정하기는 어려우나 유물의 품격이나 양식적 특징으로 보아 당시의 명문일 가능성이 충 분한 것으로 판단되며, 결국 이 유물은 19세기 전반(1848년 이전) 분원가마에서 제작되어 경수궁의 궁묘( 宮廟)에서 사용된 의례용기로 볼 수 있다.
구연부 외면이 일부(약 1cm) 결손된 상태이며 그 외의 훼손 및 수리 흔적은 발견되지 않는다. 굽 바닥면 의 모래를 갈아내고 사용한 흔적과 함께 몸체 곳곳에 미세하게 긁힌 흔적(사용흔)이 남아있다.
상기 신청문화재는 19세기 분원 관요에서 제작된 고급품 각병으로서 보존 상태가 양호하고 유태의 품질은 물론 조형적으로 뛰어난 유물이다.
특히, 문양 가운데 송피릉 화창과 화류문은 일본 에도시대에 유행한 문양으로서 외래적 요소를 수용한 19세기 조선백자의 신경향을 보여주는 사례로 주목된다. 또한 굽 바닥에 새겨진 "무신경슈궁三"의 음각(정각 )명을 통해서 1848년 전후 경수궁 궁묘에서 사용된 의례용기임을 추정할 수 있는 자료이다. 따라서 서울시 유형문화재로 지정하여 보존·보호하는 것이 바람직하다.

## 같이 보기
- 광주 조선백자 요지 - 사적 제314호
- 화빈 윤씨

## 참고 자료
- 백자청화 칠보화훼문 사각병 - 국가유산청 국가유산포털